# Rajka
Rajka là một thị trấn thuộc hạt Győr-Moson-Sopron, Hungary. Thị trấn này có diện tích 52,63 km², dân số năm 2010 là 2495 người, mật độ 47 người/km².